# Gulldyna
Gulldyna (Azorella trifurcata) är en flockblommig växtart som först beskrevs av Joseph Gaertner, och som fick sitt nu gällande vetenskapliga namn av Christiaan Hendrik Persoon. Gulldyna ingår i släktet Azorella och familjen flockblommiga växter. Inga underarter finns listade i Catalogue of Life.

## Bildgalleri

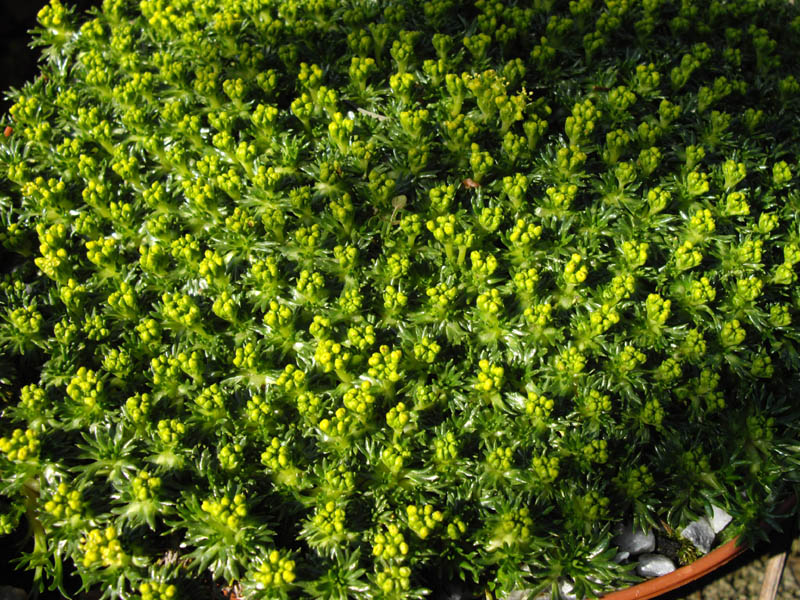
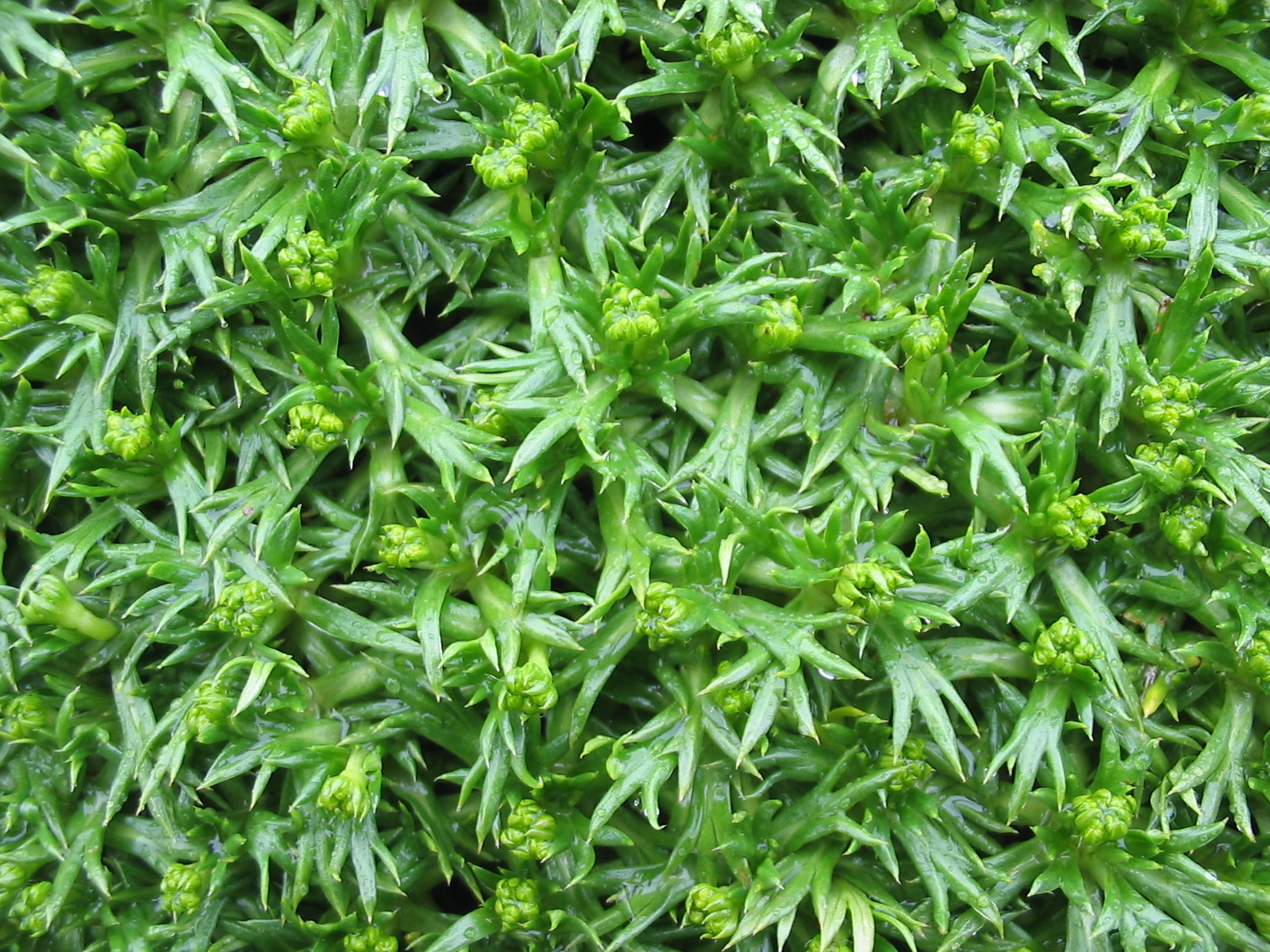
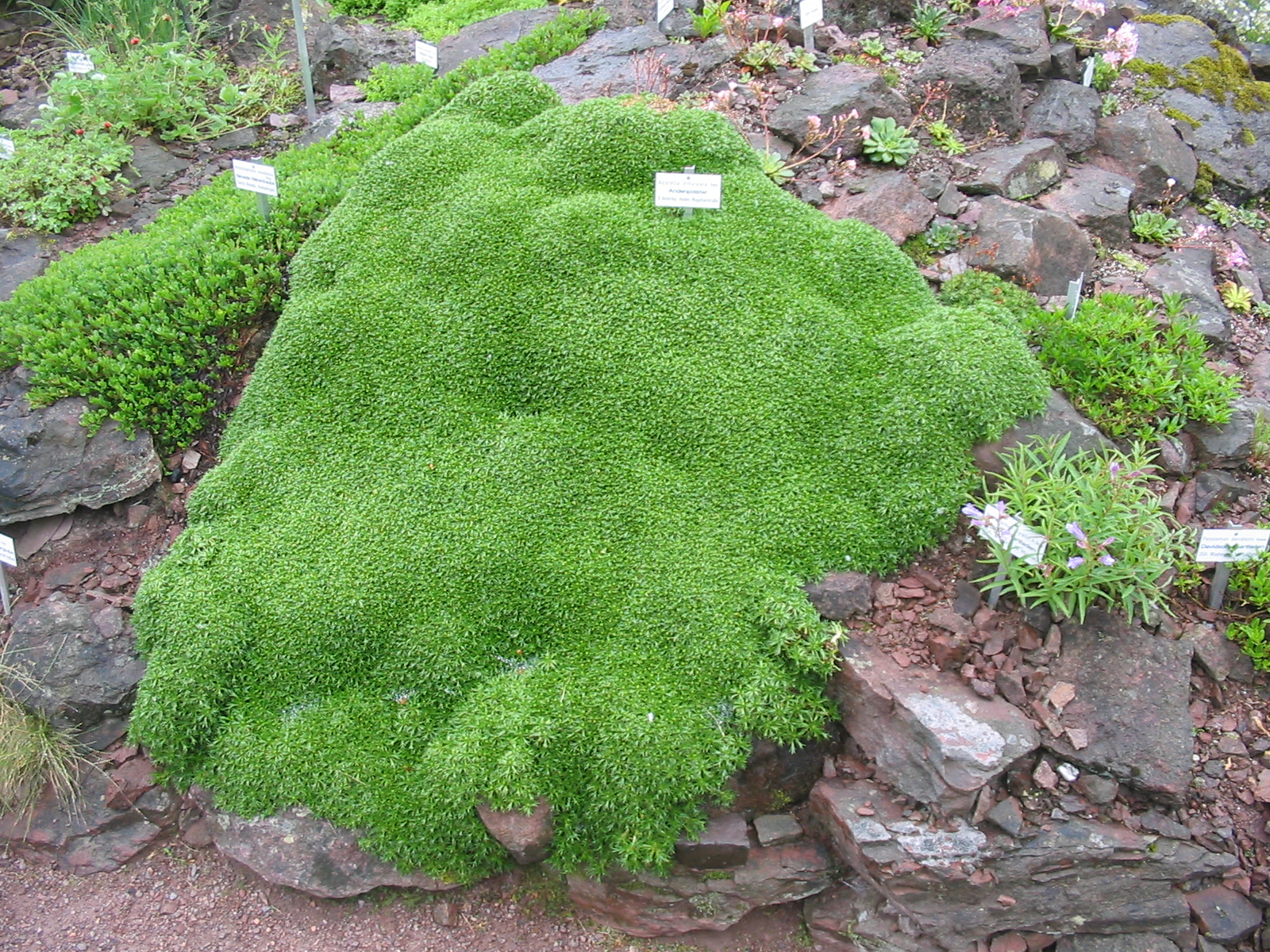
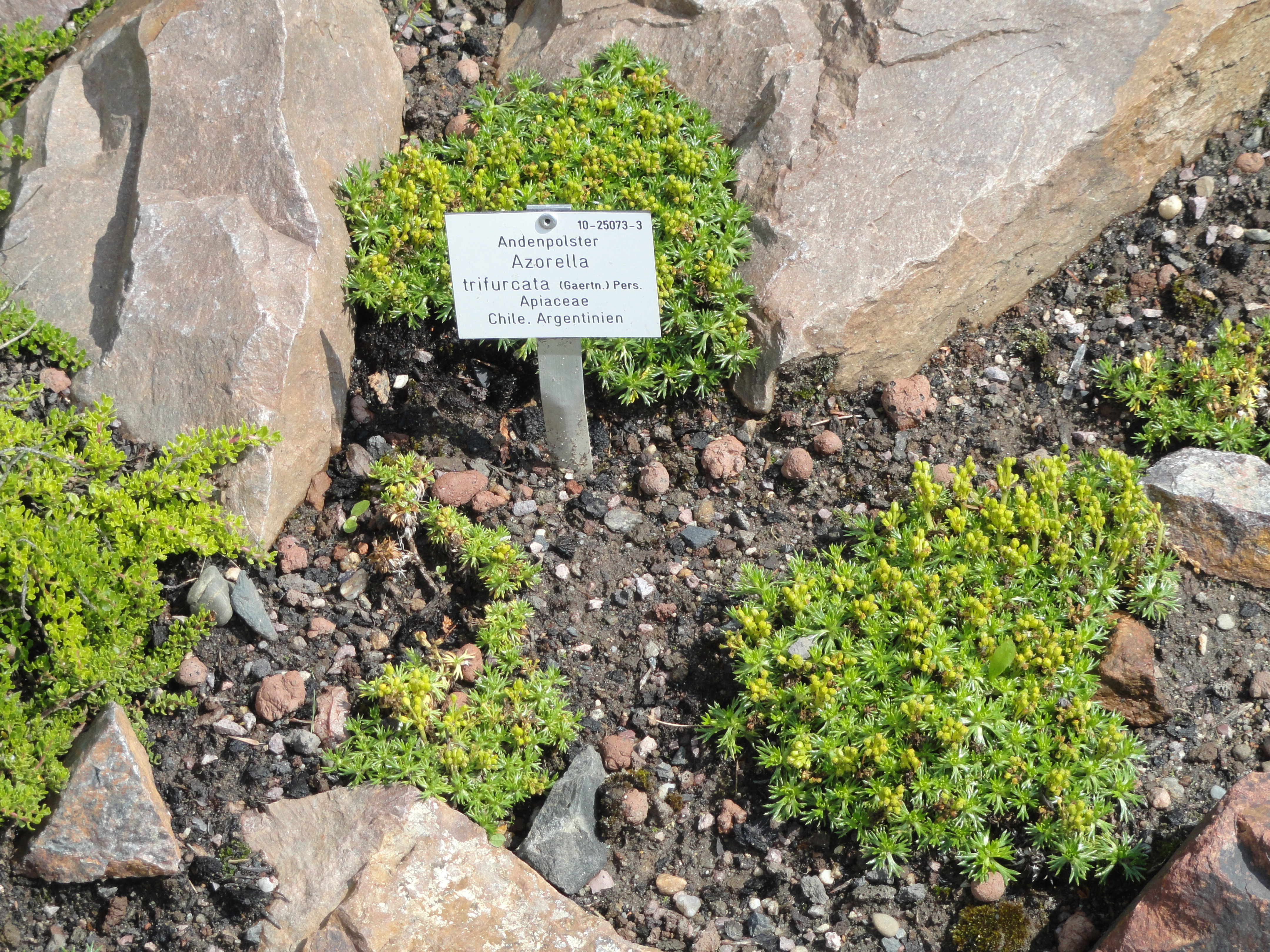